# Celedonio Ávila
Celedonio Ávila (1810-1878) fue un militar y político boliviano del siglo XIX.

## Biografía
Nacido en Tarija el 3 de marzo de 1810, hijo natural del coronel realista Juan de Dios Hevia y Vaca y de Blasa de Ávila. El 20 de junio de 1826, se unió al ejército boliviano como soldado raso, siendo ascendido rápidamente a cabo segundo (1 de febrero de 1827) y luego a cabo primero (14 de abril de 1828). Cuando el general peruano Agustín Gamarra entró con su división en Bolivia, Ávila defendió al presidente Antonio José de Sucre en Chuquisaca (22 de abril de 1828). En recompensa, recibió un escudo y el ascenso a sargento segundo (18 de mayo de 1828). Poco después, el nuevo presidente, general Andrés de Santa Cruz lo nombró sargento primero de la 1.ª compañía del regimiento Lanceros de la Guardia (27 de noviembre de 1829). Años después, fue ascendido a portaestandarte (1 de mayo de 1835).
Participó de la campaña contra el presidente peruano Felipe Salaverry, siendo teniente en Uchumayo (4 de febrero de 1836) y Socabaya (7 de febrero). Después de esta última fue condecorado con una medalla y el título de Benemérito a la patria en grado heroico y eminente (2 de marzo). Durante la guerra con Chile, fue nombrado teniente primero efectivo (4 de marzo de 1837) y estuvo presente en la firma del tratado de Paucarpata (17 de noviembre). Después de la derrota de Santa Cruz, Ávila fue ascendido a capitán por el general José Miguel de Velasco (28 de febrero de 1839), luego sargento mayor (13 de diciembre de 1839) y después comandante graduado (18 de junio de 1841). Ávila también luchó en Ingaví, siendo ascendido en el mismo campo de batalla a comandante efectivo, condecorado con una medalla al honor y declarado benemérito de la patria (18 de noviembre de 1841). En el tercer aniversario de la batalla, el presidente José Ballivián le dio el grado de teniente coronel, cuya efectividad le concedió Velasco concedió el 21 de marzo de 1848, luego ascendió a coronel graduado el 3 de julio del mismo año.
El 6 de octubre de 1848, el ejército se amotinó en Oruro y proclamó presidente al general Manuel Isidoro Belzu, amigo de Ávila, a quien nombró coronel efectivo el 20 del mismo mes. Ávila luchó en Yamparáez (6 de diciembre), ayudando a su amigo a ganar el poder y luego en sofocar varios levantamientos, por lo que fue nombrado general de brigada (1 de julio de 1849). Cuando Belzu convocó una asamblea nacional en Sucre en agosto de 1850, Ávila fue electo senador por Tarija y fue presidente del Senado después del 6 de septiembre.
El 21 de julio de 1853 alcanzó el grado de general de división. El 15 de agosto de 1855, después de reunir al Congreso de forma extraordinaria en Oruro, Belzu renunció, desatándose una elección entre el general Jorge Córdova, el doctor José María Linares y el propio Ávila, ganando el primero. El presidente del Senado le transfirió el poder y luego marchó a una misión diplomática en Europa. Durante los siguientes años fue jefe de instrucción de los guardias nacionales, jefe de las colonias en la frontera selvática con el Imperio del Brasil, jefe militar en la frontera con Perú, comandante militar en Vallegrade, comandante general y senador por Tarija, Santa Cruz y Chuquisaca, prefecto de Tarija y jefe superior político y militar de los departamentos del sur. También se casó con Isabel Antelo.
El 14 de enero de 1861, un golpe de Estado depuso al doctor Linares y llevó al poder al general José María de Achá, quien lo nombró ministro de Guerra. A los pocos meses hubo rumores que los partidarios de Belzu querían dar un golpe para devolverlo al poder, por lo que se ordenaron múltiples arrestos de militares y políticos destacados, siendo algunos fusilados el 23 de octubre por el coronel Plácido Yáñez. El presidente y sus ministros estaban en Oruro, pero Ávila viajó sólo a La Paz y el 22 de noviembre liberó a los detenidos sobrevivientes de la cárcel de Loreto. Luego, ejecutó a Yáñez y sus lugartenientes al día siguiente.
El 28 de diciembre de 1864, el general Mariano Melgarejo se proclamó presidente en Cochabamba. Ávila marchó a enfrentarlo, pero en Oscara fue vencido por el general rebelde Agustín Morales (31 de enero de 1865). Pronto, Melgarejo se hizo con el poder y envió a Tarija una brigada de infantería y caballería a cargo del general José Manuel Ravelo, obligando a retirarse a Santa Ana, donde sus hombres desertaron y se vio obligado a Argentina.
Cuando Agustín Morales depuso a Melgarejo, Ávila fue nombrado comandante general del departamento de Chuquisaca y luego prefecto y comandante general de Tarija, cargo que desempeñó hasta 1878. Murió en su ciudad natal el 10 de abril de ese año.